# Коскимиес, Пиркко
Пи́ркко Туу́ликки Ко́скимиес (фин. Pirkko Tuulikki Koskimies, урождённая Ма́нтере, фин. Mantere; 8 марта 1925, Холлола — 22 сентября 2011, Тампере) — финская детская писательница и иллюстратор. Наиболее известна как автор книг о «Зайчишке-Пушишке».
Пиркко Коскимиес дебютировала как писательница в конце 1950. Первая книга о Зайчишке-Пушишке «Куда шагаешь, зайчишка-пушишка?» была издана в 1972 году. Коскимиес проиллюстрировала ряд рождественских открыток и календарей, а также тексты детских песен. Является автором известной песни «Ihme ja kumma» (в переводе с фин. — «Чудо из чудес») певицы Марьятты Покелы.